# Aberastain-La Rinconada
Se denomina Aberastain - La Rinconada al aglomerado urbano formado como consecuencia de la extensión de la ciudad de Aberastain, provincia de San Juan (Argentina), en la localidad vecina de la La Rinconada. Actualmente el aglomerado tiene como principales actividades la agricultura, en vista de una promoción para la radicación de fábricas en la zona, el vino, que en los últimos años vio crecer la cantidad y calidad de su producción, y la producción olivícola.

## Composición y población
Esté aglomerado está compuesto por la ciudad de Aberastain —cabecera del departamento Pocito— y La Rinconada, uno de los distritos más importantes del mismo.
- Aberastain (8.946 hab.)

- La Rinconada (2.933 hab.)

Cuenta con 11,879 habitantes (Indec, 2001), cuya población se espera que ascienda para el 2007 a los 12.000 habitantes, esta magnitud la sitúa como el cuarto aglomerado de la provincia.

### Sismicidad
La sismicidad del área de Cuyo (centro oeste de Argentina) es frecuente y de intensidad baja, y un silencio sísmico de terremotos medios a graves cada 20 años en distintas áreas aleatorias.

### Terremoto de Caucete 1977
El 23 de noviembre de 1977, Caucete fue asolada por un terremoto y que dejó como saldo lamentable algunas víctimas, y un porcentaje importante de daños materiales en edificaciones.
El Día de la Defensa Civil fue asignado por un decreto recordando el sismo que destruyó la ciudad de Caucete el 23 de noviembre de 1977, con más de 40.000 víctimas sin hogar. No quedaron registros de fallas en tierra, y lo más notable efecto del terremoto fue la extensa área de licuefacción (posiblemente miles de km²).
El efecto más dramático de la licuefacción se observó en la ciudad, a 70 km del epicentro: se vieron grandes cantidades de arena en las fisuras de hasta 1 m de ancho y más de 2 m de profundidad. En algunas de las casas sobre esas fisuras, el terreno quedó cubierto de más de 1 dm de arena.

#### Sismo de 1861
Aunque dicha actividad geológica ocurre desde épocas prehistóricas, el terremoto del 20 de marzo de 1861 señaló un hito importante dentro de la historia de eventos sísmicos argentinos ya que fue el más fuerte registrado y documentado en el país. A partir del mismo la política de los sucesivos gobiernos mendocinos y municipales han ido extremando cuidados y restringiendo los códigos de construcción. Pero solo con el terremoto de San Juan de 1944 del 15 de enero de 1944 (81 años) el gobierno sanjuanino tomó estado de la enorme gravedad sísmica de la región.